# Borolia carminata
Borolia carminata är en fjärilsart som beskrevs av George Francis Hampson 1918. Borolia carminata ingår i släktet Borolia och familjen nattflyn. Inga underarter finns listade i Catalogue of Life.